# باتريك ريغان
باتريك ريغان (بالإنجليزية: Patrick Regan)‏ هو عسكري أمريكي، ولد في 25 مارس 1882 في ماساتشوستس في الولايات المتحدة، وتوفي في 30 أكتوبر 1943.